# Сёрфинг
Сёрфинг (от англ. surfing) — водный вид спорта, заключающийся в том, что человек (называемый «сёрфером» или «сёрфингистом») едет на передней или нижней части движущейся волны; её движение обычно направлено в сторону берега. С 2021 года сёрфинг является олимпийским видом спорта.
Волны, пригодные для сёрфинга, в основном случаются в океанах и морях, но могут случиться и в озёрах или реках в виде «стоячей волны» или приливной волны. Тем не менее сёрферы могут вместо них использовать искусственные волны, создаваемые катером (вейксёрфинг), а также волны, созданные в специальных искусственных бассейнах для сёрфинга. 
Термин «сёрфинг» относится к акту скольжения на волне, независимо от того, будет ли волна «проехана» с доской или без доски, и независимо от положения тела при этом. Коренные народы Тихого океана, например, катались на волнах, используя деревянные доски Alaia, Paipo и другие подобные приспособления, и обычно делали это на животе и коленях. Современное определение сёрфинга, однако, чаще всего относится к сёрферу, который едет по волне, стоя на доске для сёрфинга.
Доска для сёрфинга называется «сёрф» или «сёрфборд».

## История
Сёрфинг возник в незапамятные времена в Полинезии. Впервые им (гав. he‘e nalu) начали заниматься гавайцы. Для них он был и остаётся частью ритуалов, и они по сегодняшний день делают доски своими руками. Первые доски для сёрфинга были очень большими и весили около 70 кг.
Европейцы впервые увидели занятия сёрфингом в 1767 году на Таити. Это произошло во время кругосветного плавания фрегата «Дельфин» под командованием Сэмуэла Уоллиса. Первым европейцем, лицезревшим занятия сёрфингом 10 апреля 1796 года (тоже на Таити), мог также быть ботаник Джозеф Бэнкс.

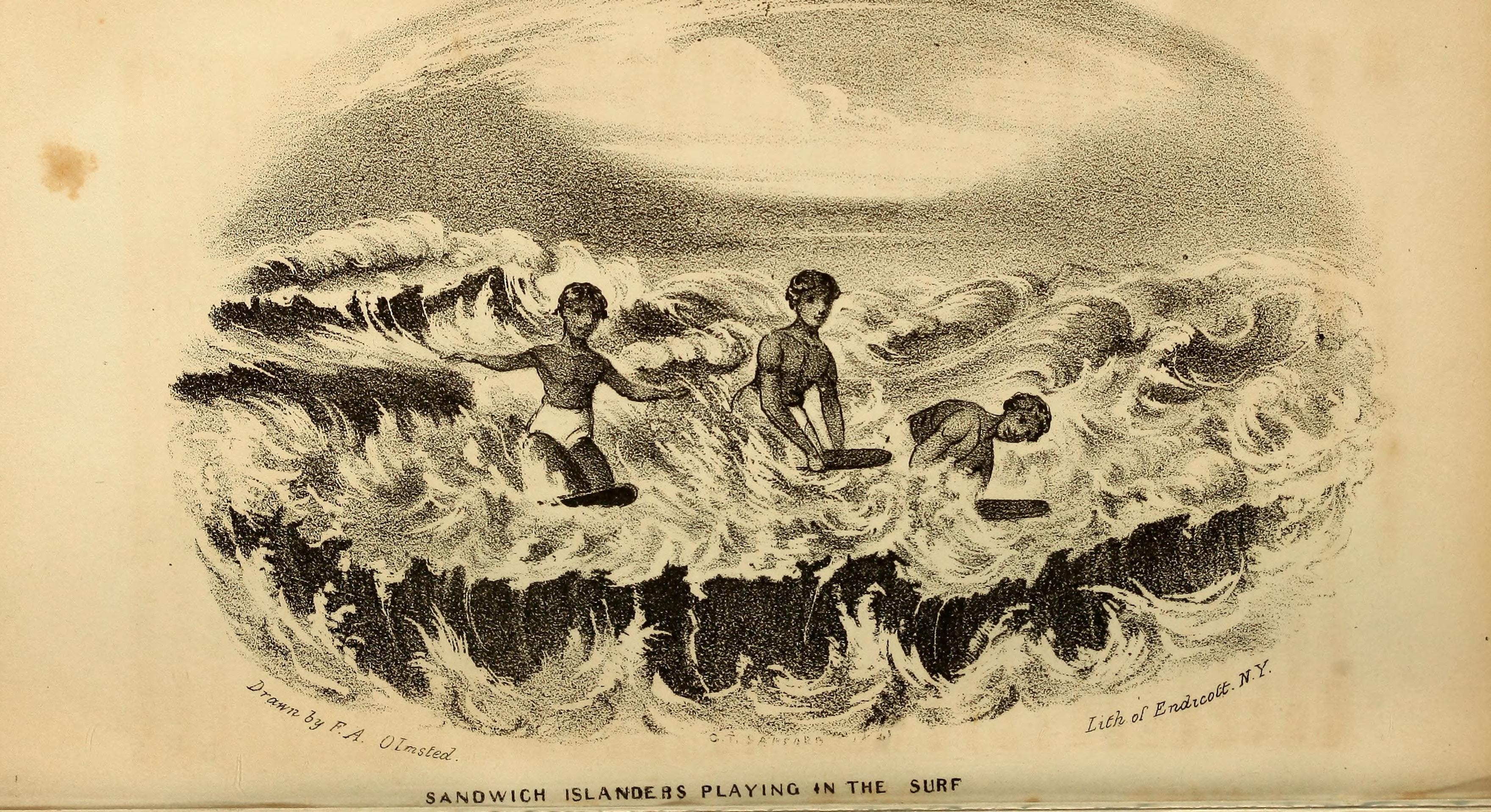
Жители островов Сандвича, Тихий океан, литография, 1841г.

Марк Твен, посетивший Гавайи в 1866 году, записал:
|         | In one place we came upon a large company of naked natives, of both sexes and all ages, amusing themselves with the national pastime of surf-bathing. |  | В одном месте мы наткнулись на большую компанию голых туземцев обоих полов и всех возрастов, развлекающихся национальной забавой купания в прибое |  |
| {{{3}}} | |  | |  |

## Разновидности
Сёрф (сёрфборд) бывает следующих видов:
- длинная доска — лонгборд (около 300 см);

- короткая доска — шортборд (до 180 см).

Сёрфинг бывает следующих видов:

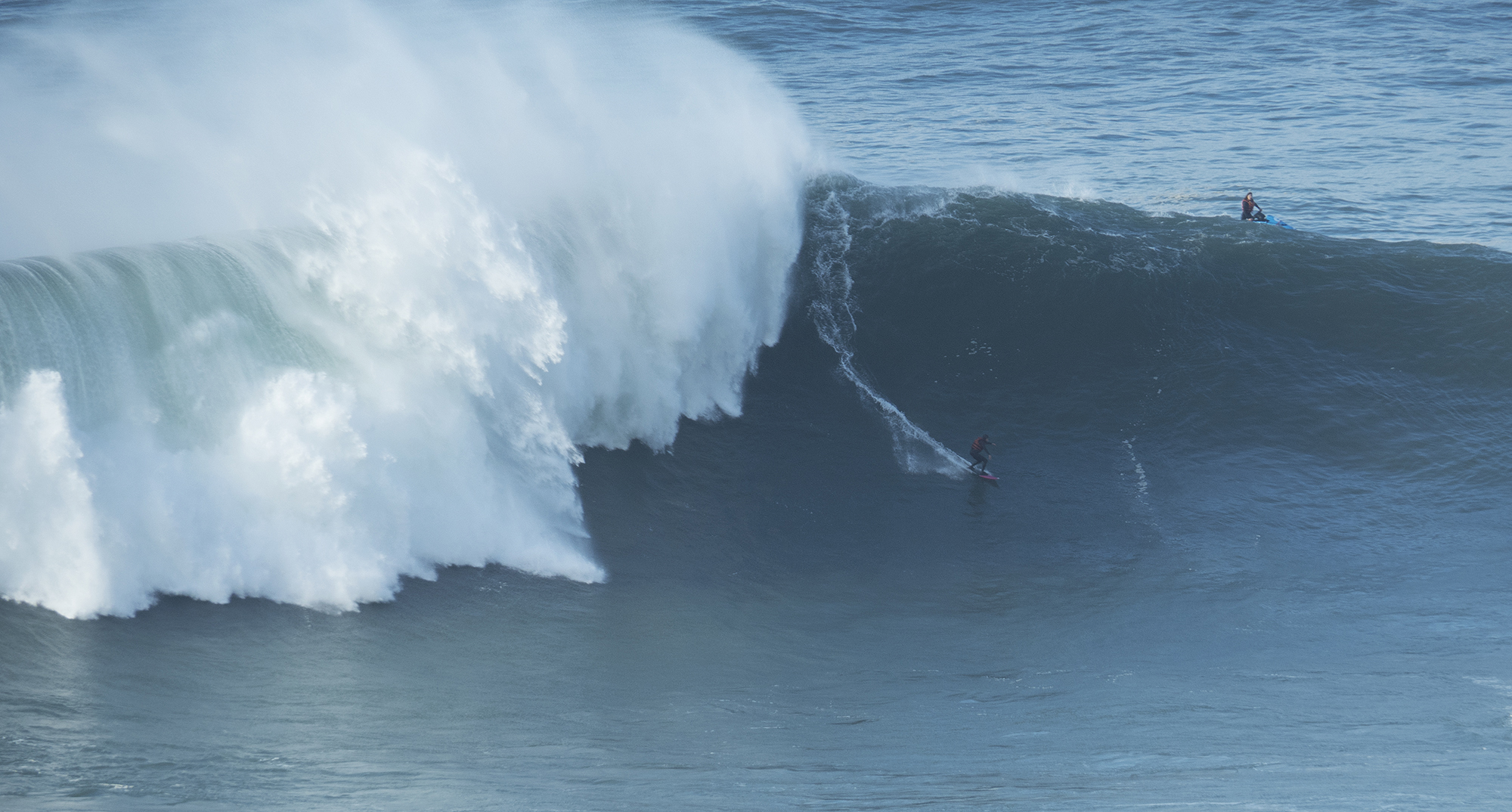
Сёрфинг на больших волнах

- Сёрфинг на больших волнах — отдельное направление в сёрфинге, в котором спортсмены ловят волны более 6 метров.
- Бодибординг — сёрфинг в положении лёжа на короткой мягкой доске.
- Бодисёрфинг (he‘e umauma) — в качестве глиссирующей поверхности используется тело сёрфера, короткие ласты на ногах и специальная перчатка на руке, дающая возможность поднять голову.
- Сапсёрфинг (hoe he‘e nalu) — сёрфинг на специализированных досках (англ. stand-up paddle, сокр. SUP — отсюда название) в положении стоя с помощью весла.
- Фойлсёрфинг — сёрфинг на доске с подводным крылом[англ.], за счёт которого доска спортсмена удерживается над поверхностью воды.
- Тоусёрфинг (таусёрфинг)[англ.] (англ. Tow-in surfing от to tow — «тянуть, буксировать, тащить») — вид сёрфинга, во время занятия которым спортсмен не разгребается на волну сам. Вместо этого, его завозят, затягивают на неё на тросе с помощью водного мотоцикла или катера. Обычно происходит при больших волнах, но также практикуется для отработки фристайла на маленьких волнах.

В странах, далёких от океанских волн, существует вейксёрф, заключающийся в том, что вейкбордический катер на скорости около 16 км/ч создаёт волну высотой до 1 метра, сёрфер начинает плыть за катером с фалом, а потом бросает его и продолжает движение за катером, как на классическом сёрфе.
Существуют также бассейны для сёрфинга с искусственными волнами (с контролируемыми параметрами высоты и скорости). Первый такой бассейн был построен в Японии.

## Сёрфинг в России
- 2009 — Денисом Симачёвым, Максимом Привезенцевым и Русланом Закировым была создана Российская федерация сёрфинга.
- 2010 — Чемпион России по сёрфингу в дисциплине шортборд среди мужчин — Сергей Михеев, среди женщин — Полина Иодис[1].
- 2011 — Чемпион России по сёрфингу в дисциплине шортборд среди мужчин — Сергей Мысовский, среди женщин — Полина Иодис[2].
- 2021 — Российская сборная команда не смогла пройти отборочный этап ISA World Surfing Games 2021 для участия в Олимпийских играх 2021 в Токио.

## Галерея

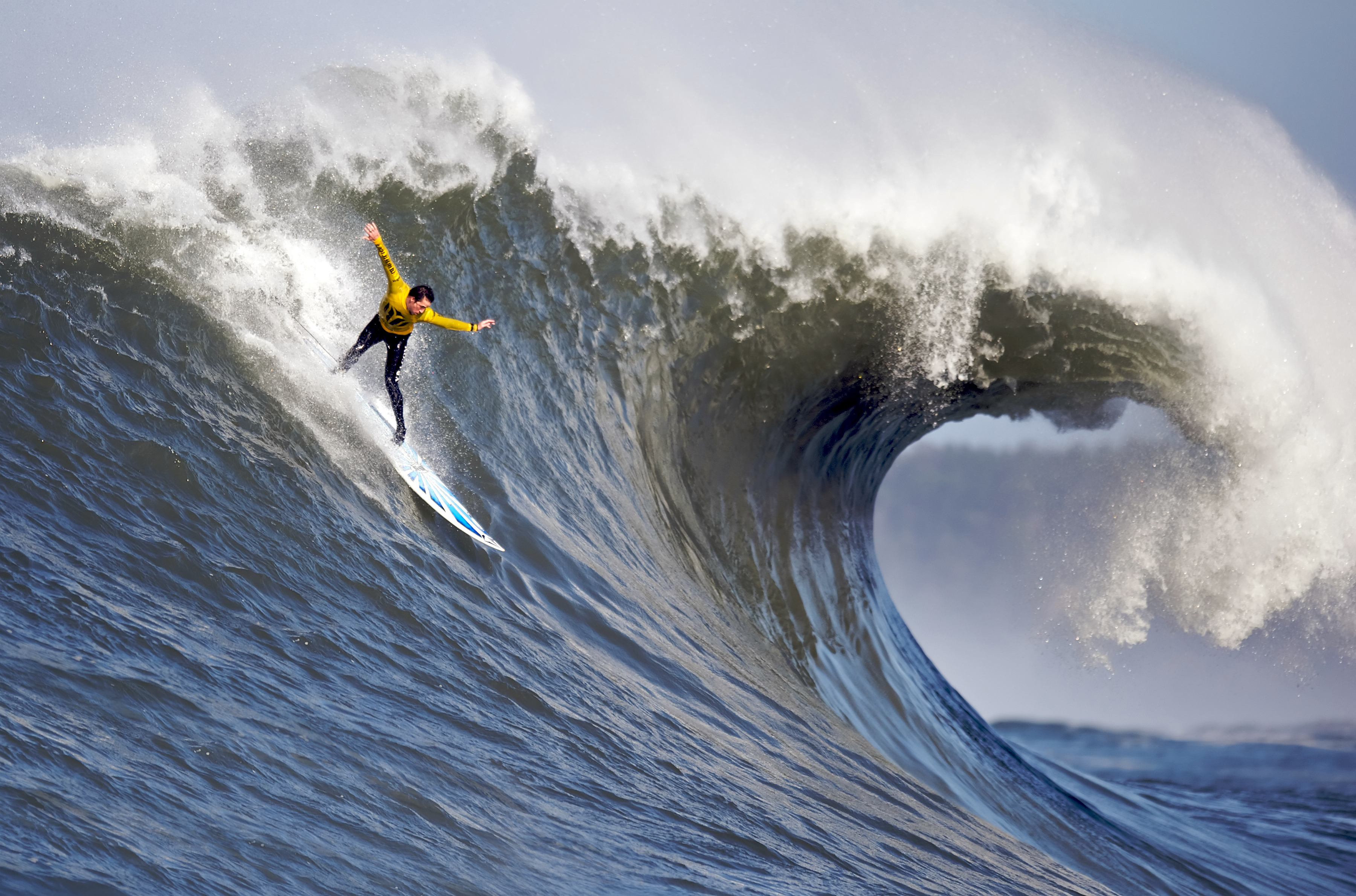
На соревнованиях по сёрфингу в Мавериксе, Калифорния. 2010 год
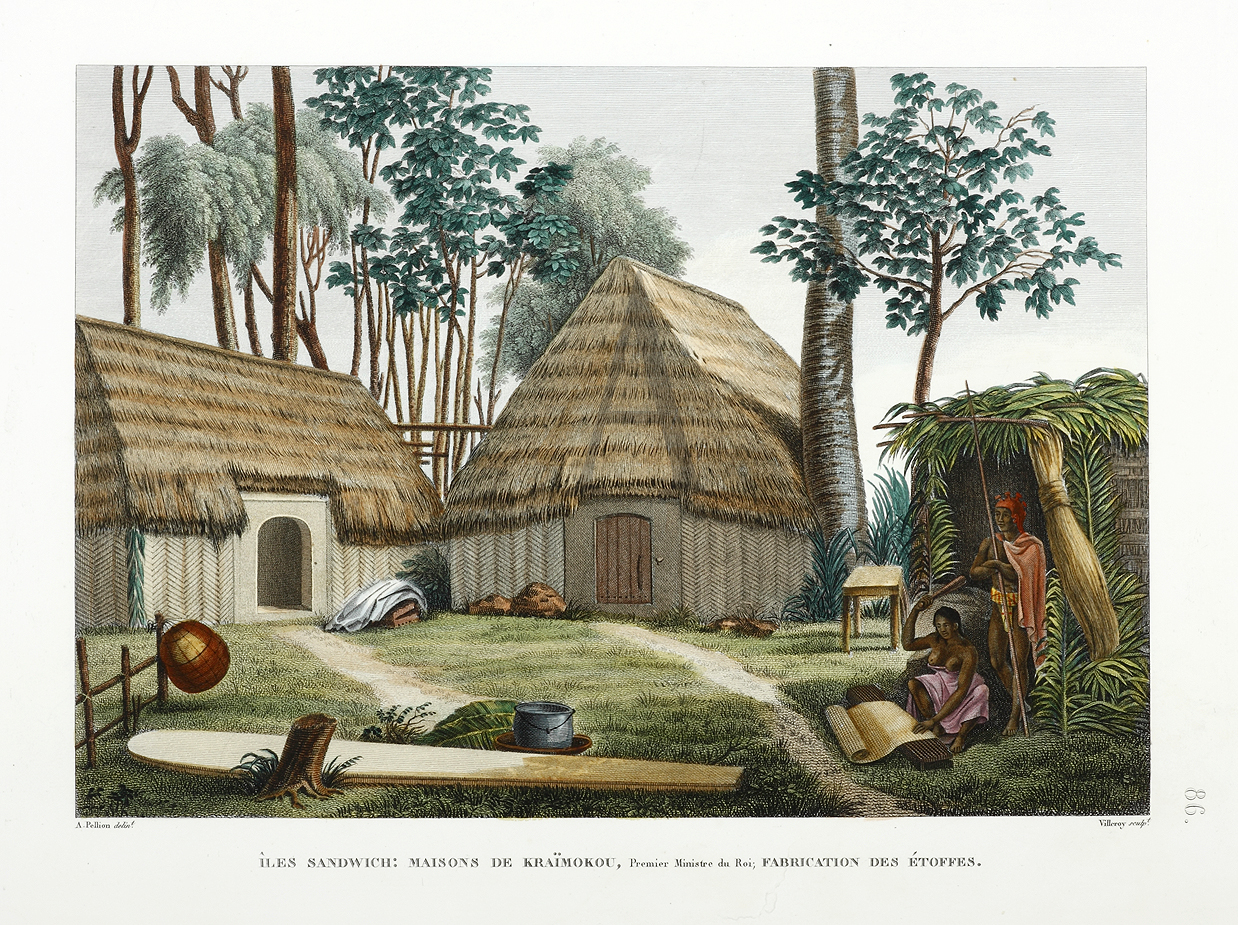
Гавайцы с доской для сёрфинга. 1819 год
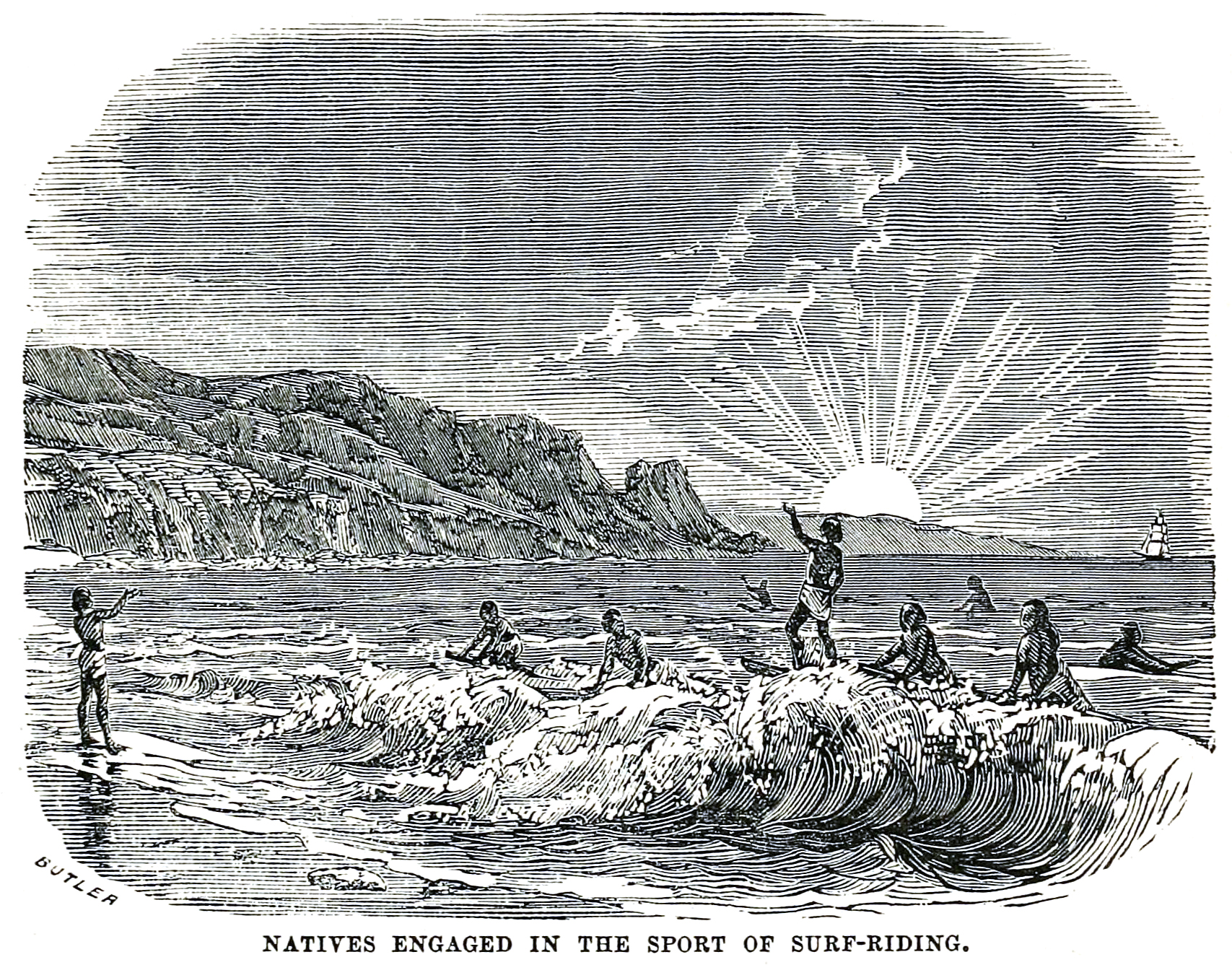
Гавайцы занимаются сёрфингом. 1858 год
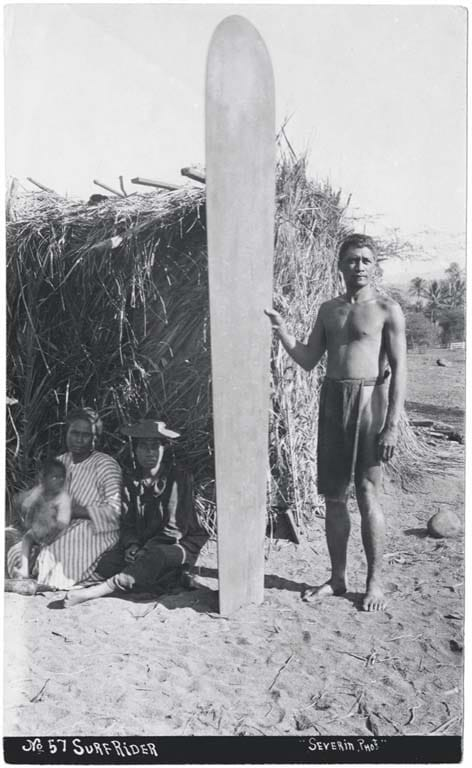
Сёрфер-гаваец. 1890-е гг.
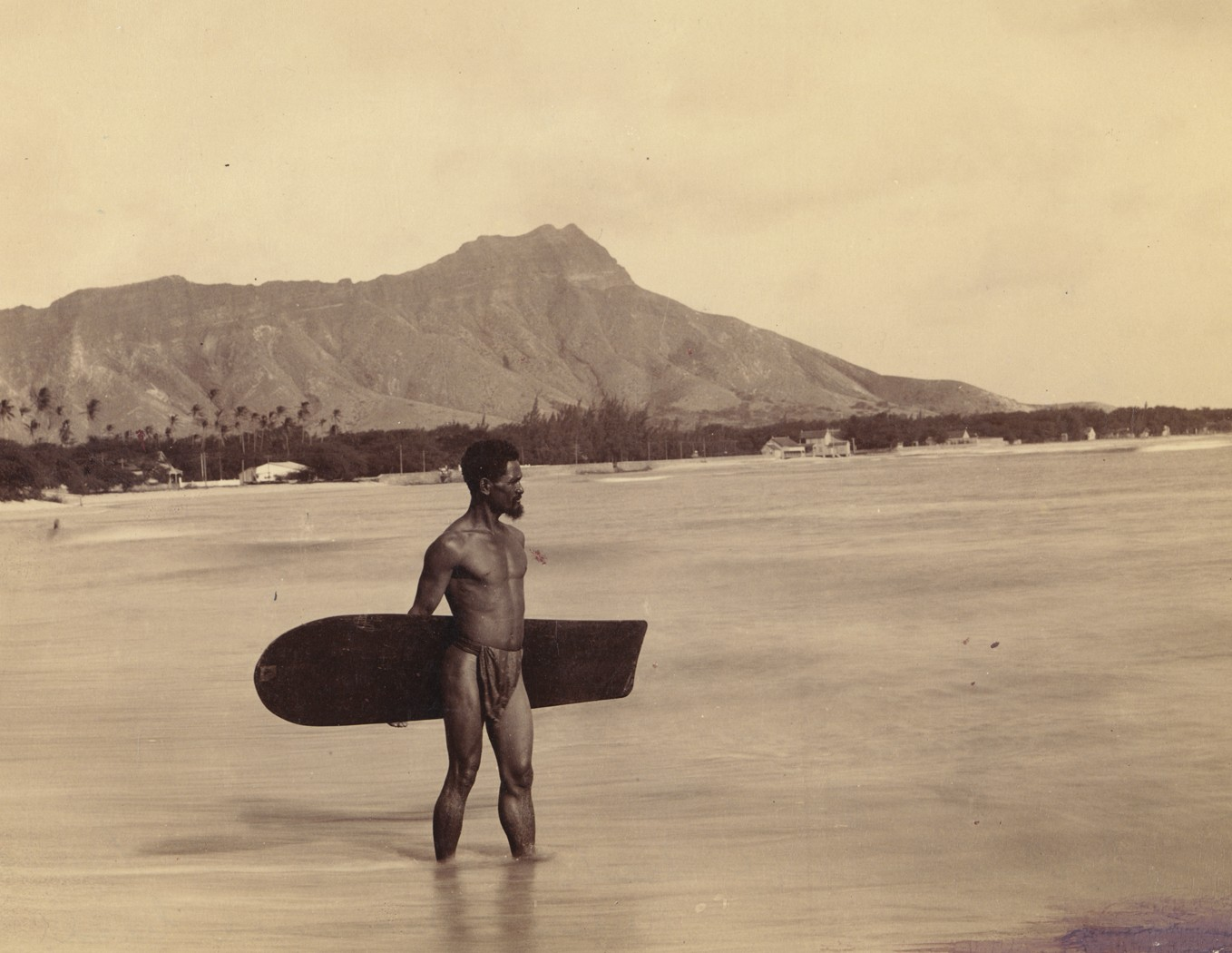
Сёрфингист. 1898 год
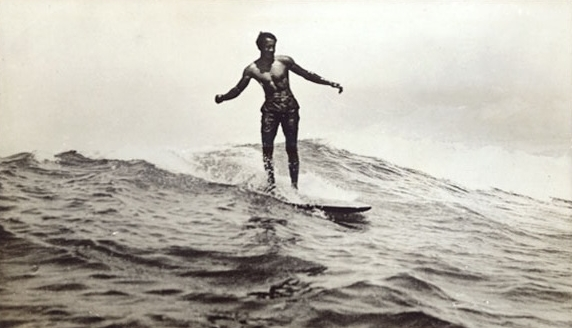
Сёрфингист. 1910 год
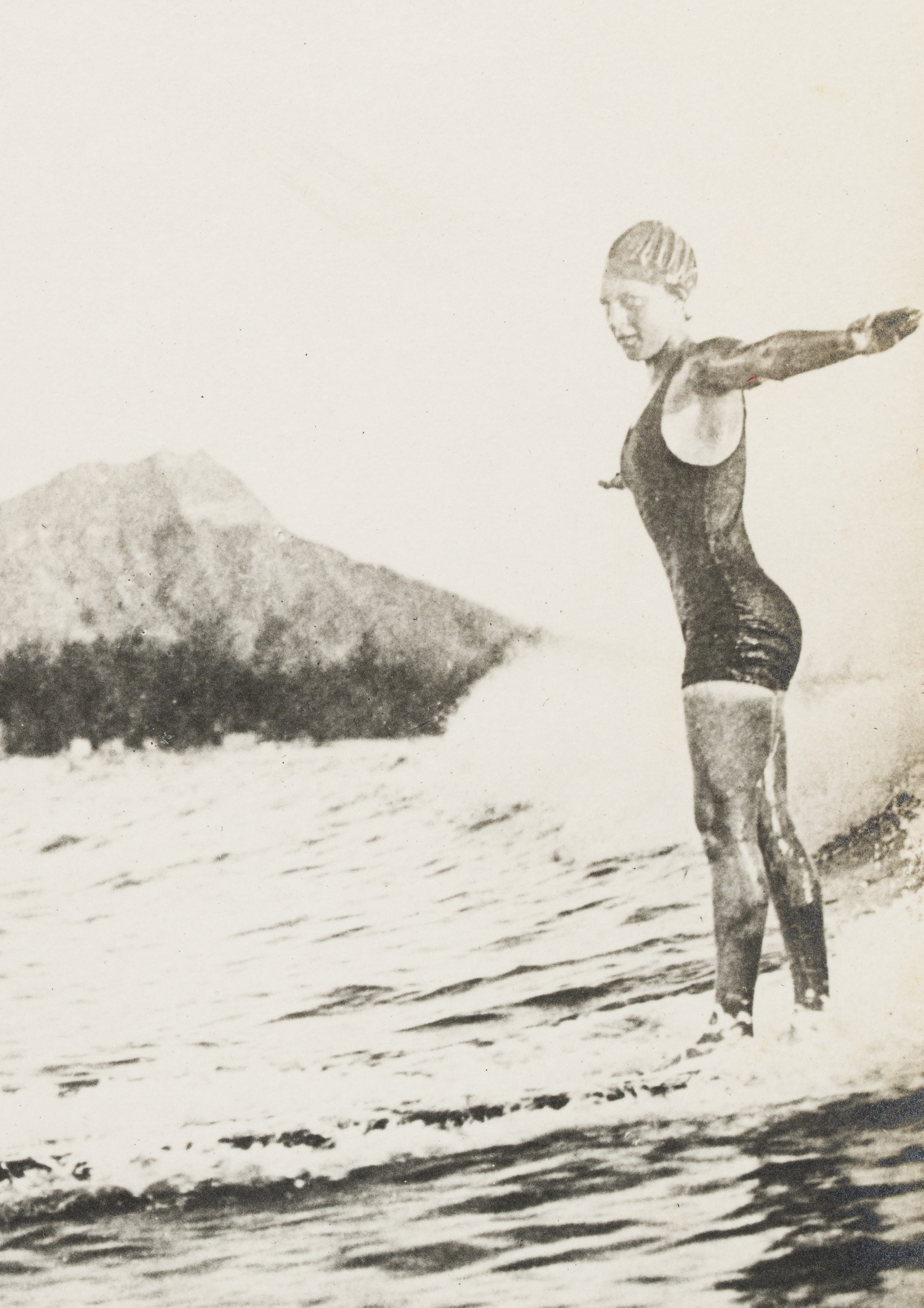
Дороти Беккер — первая известная американская женщина-сёрфингист, популяризатор сёрфинга. 1915 год
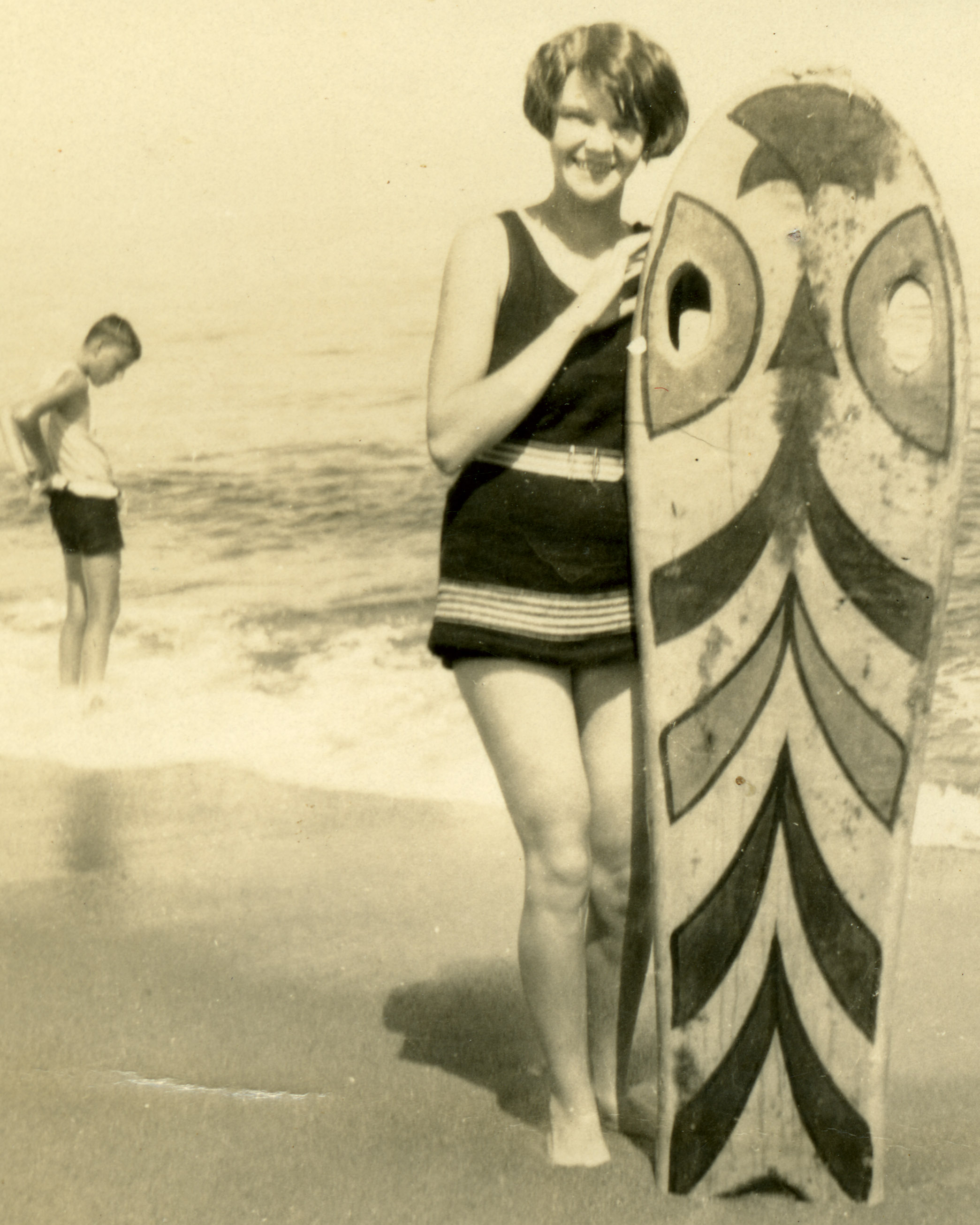
Женщина с доской для сёрфинга. 1932 год